# Vinealobryum vineale
Vinealobryum vineale là một loài rêu thuộc họ Pottiaceae. Loài này được (Brid.) R.H. Zander mô tả khoa học năm 2013.